# Seguin (Teksas)
Seguin je grad u američkoj saveznoj državi Teksas. Prema popisu stanovništva iz 2010. u njemu je živjelo 25.175 stanovnika.